# Fuite de bacille du charbon de Sverdlovsk
La fuite de bacille du charbon de Sverdlovsk est un incident au cours duquel des spores de charbon avaient été relâchées par accident du "Sverdlovsk-19a military research facility", à la périphérie sud de la ville de Sverdlovsk (anciennement et de nouveau Ekaterinbourg), le 2 avril 1979. Cet accident est parfois appelé l'« équivalent biologique de Tchernobyl ». L'épidémie de maladie qui s'ensuivit provoqua environ 100 décès, bien que le nombre exact de victimes reste inconnu. L'Union soviétique a nié pendant des années la cause de l'épidémie, imputant ces décès à une exposition intestinale due à la consommation de viande contaminée dans la région et à une exposition sous-cutanée à une boucherie manipulant la viande contaminée. Tous les dossiers médicaux des victimes ont été effacés afin d'éviter toute révélation d'infractions graves à la Convention sur les armes biologiques.

## Contexte
La ville fermée de Sverdlovsk était un centre de production majeur du complexe militaro-industriel soviétique depuis la Seconde Guerre mondiale. Elle produisait des chars, des armes nucléaires et d’autres armement. Un accident nucléaire majeur s'est produit dans cette région en 1957, lors de l'explosion d'une installation de stockage de déchets nucléaires (appelée catastrophe de Kyshtym), qui a entraîné la propagation de poussières radioactives sur plus de mille kilomètres carrés. L’installation d’armes biologiques de Sverdlovsk a été construite après la Seconde Guerre mondiale, à l’aide de la documentation capturée en Mandchourie dans le cadre du programme de guerre germinale japonais.
La souche de maladie du charbon produite dans le complexe militaire 19 près de Sverdlovsk était la plus puissante de l’arsenal soviétique ("Anthrax 836"). Elle avait été isolée à la suite d'un autre accident provoqué par une fuite de bacille du charbon, survenue en 1953 dans la ville de Kirov. La fuite d'une installation bactériologique a contaminé le système d'égout de la ville. En 1956, le biologiste Vladimir Sizov a découvert une souche plus virulente chez des rongeurs capturés dans cette zone. Cette souche devait être utilisée pour armer des ogives nucléaires pour le missile balistique intercontinental R-36 (Code OTAN SS-18), qui ciblerait notamment les villes américaines.

## L'accident
La culture de l’anthrax produite a dû être séchée pour produire une poudre fine à utiliser comme aérosol. Les grands filtres au-dessus des tuyaux d'échappement constituaient les seules barrières entre la poussière de charbon et l'environnement extérieur. Le vendredi 30 mars 1979, un technicien a enlevé un filtre encrassé tandis que les sécheuses étaient temporairement éteintes. Il a laissé un avis écrit, mais son superviseur ne l'a pas noté dans le journal de bord comme il était censé le faire. Le superviseur du prochain quart de travail n'a rien trouvé d'inhabituel dans le journal de bord et a allumé les machines. Quelques heures plus tard, quelqu'un a constaté que le filtre était manquant et l'a réinstallé. L'incident a été signalé au commandement militaire, mais les responsables locaux et municipaux n'ont pas été immédiatement informés. Boris Eltsine, un responsable du parti communiste local à cette époque, a contribué à dissimuler l'accident.
Tous les travailleurs d'une usine de céramique de l'autre côté de la rue sont tombés malades au cours des jours suivants. Presque tous sont morts en une semaine. Le nombre de morts était d'au moins 105, mais le nombre exact est inconnu, car tous les dossiers de l'hôpital et autres éléments de preuve ont été détruits par le KGB, selon l'ancien directeur adjoint de Biopreparat, Ken Alibek.
En 1986, les autorités soviétiques ont autorisé le professeur Matthew Meselson, de Harvard, à se rendre à Moscou pour un voyage de quatre jours au cours duquel il a interrogé plusieurs responsables de la santé soviétiques à propos de l'épidémie. Il a par la suite publié un rapport qui confirmait l’appréciation soviétique selon laquelle l’épidémie avait été causée par une usine de traitement de la viande contaminée, concluant que l’explication officielle de l’URSS était complètement "plausible et conforme à ce que la littérature médicale et les expériences humaines enregistrées avec le charbon" avaient rapporté,.
En mai 1992, le président russe Boris Eltsine — qui dirigeait le Parti Communiste de Sverdlovsk en 1979 — reconnut la véritable nature de l'épidémie de bacille du charbon. À la suite de cet aveu, Peter Gumbel, journaliste du Wall Street Journal, s'est rendu à Sverdlovsk où il a interrogé des familles touchées par l'épidémie, des employés de l'hôpital et divers responsables confirmant les faits. Sur la base de ces informations, une équipe d'inspecteurs occidentaux dirigée par le professeur Matthew Meselson, de Harvard, a pénétré dans la région en 1992. Juste avant leur arrivée, les autorités leur avaient fourni une liste de 68 victimes d'incidents connus à Sverdlovsk. En visitant et en interrogeant chez eux les proches des victimes décédées, les enquêteurs ont déterminé à la fois où vivaient les victimes et où elles se trouvaient le jour. Lorsque les emplacements ont été représentés sur les cartes, il n’y avait pas de schéma très clair défini par le lieu de résidence des victimes. Cependant, les lieux où ils ont été signalés pendant les heures de travail indiquaient très précisément que toutes les victimes étaient directement sous le vent au moment de la libération des spores via un aérosol,. Le bétail dans la région a également été touché. Il a alors été révélé que l’accident était dû au non-remplacement d’un filtre sur un système d’échappement de l’installation. Bien que le problème ait été rapidement résolu, il était trop tard pour empêcher un rejet. Si les vents avaient soufflé en direction de la ville à ce moment-là, le pathogène aurait pu se propager à des centaines de milliers de personnes. Depuis des années, le professeur Matthew Meselson affirmait que l'épidémie était naturelle et que les autorités soviétiques ne mentaient pas lorsqu'elles avaient déclaré ne pas avoir de programme offensif de guerre biologique, mais les informations découvertes au cours de l'enquête n'ont laissé aucune place au doute.

## Conséquences
Le Premier ministre russe Egor Gaidar a promulgué un décret pour commencer la démilitarisation du site 19 en 1992. Toutefois, l'installation a poursuivi ses travaux. Aucun journaliste n'a été autorisé à pénétrer dans les locaux depuis 1992. Environ 200 soldats accompagnés de chiens de race Rottweiler patrouillent toujours dans le complexe. Les activités classifiées ont été déplacées sous terre et plusieurs nouveaux laboratoires ont été construits et équipés pour traiter des agents pathogènes extrêmement dangereux.. Un de leurs sujets actuels serait la souche H-4 de Bacillus anthracis. Sa virulence et sa résistance aux antibiotiques ont été considérablement augmentées grâce au génie génétique.
Cette fuite bactériologique a inspiré à Frédéric Lepage son thriller La Fin du septième jour (éditions Robert Laffont, collection best sellers), traduit dans de nombreux pays.